# Leszek Miller
Leszek Cezary Miller (pronuncia: [ˈlɛʂɛk tsɛˈzarɨ ˈmʲilɛr] (Żyrardów, 3 luglio 1946) è un politico polacco, Primo Ministro dal 2001 al 2004 e leader di lungo termine dell'Alleanza della Sinistra Democratica.

## Gioventù
Leszek Miller nacque in una povera famiglia di operai; il padre era un sarto e la madre una tessitrice. I genitori si separarono quando Leszek aveva sei mesi: il padre, Florian, lasciò la famiglia e Leszek non ebbe più contatti con lui. La madre lo crebbe con spirito religioso: secondo la sua volontà, Leszek fece per qualche periodo il chierichetto in chiesa. A causa delle difficili condizioni di vita, dopo il diploma in una scuola religiosa, il diciassettenne Leszek ottenne un lavoro nell'azienda tessile di Żyrardów, e continuò anche la sua istruzione nella Scuola Superiore serale di Ingegneria elettrica. Svolse regolarmente il servizio militare sul sottomarino ORP Bielik.
Nel 1969, Miller sposò Aleksandra, di tre anni più giovane, in chiesa. I Miller hanno un figlio, Leszek, e una nipote, Monika.

## Carriera nella Repubblica Popolare Polacca
Leszek Miller iniziò la sua carriera politica come attivista nell'Unione della Gioventù Socialista, dove detenne la posizione di Presidente, divenendo presto membro del Comitato Cittadino. Dopo il servizio militare, nel 1969, entrò nel Partito Operaio Unificato Polacco (PZPR).
Nel 1973-1974 Miller fu Segretario del Comitato di Fabbrica del PZPR. Con la raccomandazione del partito, iniziò gli studi di scienze politiche all'Alta Scuola di Scienze Politiche del partito (Wyższa Szkoła Nauk Społecznych), diplomandosi nel 1977. Dopo il diploma, Miller lavorò al Comitato Centrale del PZPR, supervisionando il Gruppo, e in seguito al Dipartimento della Gioventù, dell'Educazione Fisica e del Turismo. Nel luglio 1986 Leszek Miller fu eletto Primo Segretario del Comitato Provinciale del PZPR a Skierniewice. Nel dicembre 1988 tornò a Varsavia, a causa della promozione alla posizione di Segretario del Comitato Centrale del PZPR. Come rappresentante del governo, prese parte alla riunione della storica "Tavola Rotonda", dove insieme ad Andrzej Celiński, co-presiedette la squadra sugli accordi sulla gioventù (l'unica che chiuse la riunione con un accordo firmato). Nel 1989, divenne membro del Politburo del PZPR.

## La Terza Repubblica
Dopo la dissoluzione del PZPR, Leszek Miller divenne cofondatore della Social Democrazia della Repubblica Polacca (fino al 1993 ne fu Segretario Generale, poi Vice Presidente e, dal dicembre 1997, Presidente). Nel dicembre 1999, al Congresso di fondazione dell'Alleanza della Sinistra Democratica (SLD), fu eletto Presidente; detenne la carica fino al febbraio 2004. Dal 1997 al 2001 fu presidente del caucus del SLD.
Nel 1989 si candidò senza successo al Senato come rappresentante della Provincia di Skierniewice. Alle successive elezioni parlamentari del 1991, Miller fu il leader della lista elettorale della Social Democrazia della Repubblica Polacca a Łódź e, a seguito del successo alle elezioni, ottenne un seggio al Sejm (il Parlamento della Polonia), divenendo Presidente del gruppo parlamentare della Social Democrazia della Repubblica Polacca. Nelle tre successive elezioni per il Sejm, concorse sempre per Łódź, ottenendo ogni volta più voti (da 50.000 nel 1991 a 146.000 nel 2001); fu deputato in Parlamento fino al 2005.
In tutto il periodo rimase uno dei politici di testa della sinistra. All'inizio degli anni novanta, insieme a Mieczysław Rakowski, fu sospettato all'interno del caso del cosiddetto "prestito di Mosca". Dopo la pubblicazione di tale affare nel 1991, Włodzimierz Cimoszewicz chiamò Miller per astenersi dal sottoporsi al giuramento da deputato, a causa delle accuse contro di lui. Quando Leszek Miller venne scagionato dalle accuse, il Primo Ministro Cimoszewicz lo nominò Ministro in Carica dell'Ufficio del Consiglio dei ministri e, nel 1997, Ministro degli Affari Interni nel suo governo. In cambio, Cimoszewicz divenne Ministro degli Affari Esteri nel governo di Miller. Dal 1993 al 1996 Miller fu Ministro del Lavoro e delle Politiche Sociali nei governi di Waldemar Pawlak e Józef Oleksy rispettivamente. Nel 1996 fu nominato Ministro Senior in carica dell'Ufficio del Consiglio dei ministri; gli fu quindi dato il soprannome di "il Cancelliere".
Leszek Miller giocò un ruolo importante nella conclusione del caso del Colonnello Ryszard Kukliński e per questo fatto fu molto criticato all'interno del suo circolo politico. Fu espressa una simile disapprovazione dopo il sostegno di Miller per il Concordato e per la candidatura del Prof. Leszek Balcerowicz per la carica di Presidente della Banca Nazionale della Polonia.
Durante il periodo del governo di Azione Elettorale Solidarność, Miller fu presidente dell'opposizione parlamentare, dirigendo la lotta politica contro i partiti al governo. Consolidò anche la maggioranza dei gruppi di centro-sinistra intorno alla propria persona; nel 1999 riuscì a istituire un partito politico uniforme, l'Alleanza della Sinistra Democratica, che si rivelò molto competitiva alle elezioni seguenti.

## Primo Ministro
Dopo la forte vittoria della sinistra (41% contro il 12% del partito che si classificò secondo) alle elezioni parlamentari del 2001, il 19 ottobre il Presidente Aleksander Kwaśniewski nominò Miller Primo Ministro e nominò il governo. Il nuovo governo superò la fiducia parlamentare del 26 ottobre (306 contro 140 voti, un astenuto). Il governo di Miller, composto da 16 persone, è stato finora quello composto da meno persone.
Il predecessore di Miller gli aveva lasciato una difficile situazione economica, tra cui un tasso di disoccupazione del 18%, un alto livello di debito pubblico e la stagnazione economica. Alla fine del mandato di Miller, la crescita economica superava il 6%, ma era ancora troppo bassa per ridurre il tasso di disoccupazione. Durante il mandato, fu implementato l'impopolare programma di tagli della spesa pubblica, insieme a una forte riforma del finanziamento al sistema sanitario. Continuarono le riforme sulla tassazione e sull'Istituto di Assicurazione Sociale, ma fallì il tentativo di ristabilire il mercato dei mass media. Furono significativamente abbassate le tasse, fino al 19% per le società e per le persone che gestivano attività economiche, e fu anche votata la legge sulla libertà dell'attività economica. Fu portata avanti una riforma strutturale radicale dei servizi segreti.
Nello stesso tempo, le modifiche istituzionali e legali continuarono, a causa dell'ingresso nell'Unione europea. Furono negoziate le condizioni di accesso, e questo fu uno dei obiettivi strategici del governo Miller. Il 13 dicembre 2002, ad un summit a Copenaghen, in Danimarca, il Primo Ministro Miller completò i negoziati con l'UE; il 16 aprile 2003, ad Atene, Miller, insieme a Włodzimierz Cimoszewicz, firmò il Trattato di Atene, portando la Polonia all'interno dell'Unione europea. Il governo di Miller, in collaborazione con diversi politici e forze sociali, organizzò il referendum sull'adesione all'UE con un risultato soddisfacente: il 7 e 8 giugno 2003, il 77,45% dei votanti al referendum votò favorevolmente rispetto all'ingresso della Polonia nell'UE. L'affluenza alle urne fu del 58,85%.
Il governo di Miller, insieme al Presidente Kwaśniewski, decise nel marzo 2003 di unirsi alla coalizione anti-terrorista e di inviare le truppe polacche in Iraq, nel contesto della campagna internazionale, con l'obiettivo di rovesciare il governo di Saddam Hussein. Miller fu anche un co-firmatario della "lettera degli 8", siglata da otto Primi Ministri europei, che sostennero la posizione degli USA in Iraq.
Il 4 dicembre 2003 Leszek Miller fu ferito durante un incidente con un elicottero Mi-8 presso Varsavia.
Alla fine del suo mandato, il governo di Miller aveva il sostegno più basso di qualunque governo polacco dal 1989. Ciò era causato principalmente dall'alto tasso di disoccupazione, dagli scandali di corruzione, e dal tentativo di riduzione della spesa sociale. Miller ebbe critiche anche dal suo stesso partito, l'Alleanza della Sinistra Democratica, nel febbraio 2004, e si dimise quindi dalla presidenza del partito. Miller fu criticato per l'approccio eccessivamente liberale e per l'aver rafforzato il ruolo del libero mercato all'interno dell'economia nazionale. Fu criticato per l'introduzione della flat tax, che andava contro la dottrina della sinistra. Il 26 marzo 2004, a seguito della decisione del Maresciallo del Sejm Marek Borowski di fondare un nuovo partito di dissenso, la Socialdemocrazia di Polonia, Miller decise di dimettersi dalla carica di Primo ministro della Polonia, il giorno dopo l'ingresso della Polonia nell'Unione europea. Il 1º maggio 2004, insieme al Presidente Kwaśniewski, era a Dublino, per prendere parte alla grande cerimonia di ingresso dei 10 nuovi stati, tra cui la Polonia, all'interno dell'UE.

## Carriera successiva
Nel 2005, nonostante il supporto della sezione di Łódź dell'Alleanza della Sinistra Democratica, Miller non si iscrisse alle liste elettorali per il Sejm. Nello stesso tempo, gli fu offerto di concorrere per il Senato, cosa che egli rifiutò. Il ritiro dei vecchi attivisti fu presentato dai media come un'"infusione di aria fresca all'interno dell'Alleanza"; dopo le elezioni, Miller divenne attivo nel giornalismo, scrivendo principalmente per il settimanale "Wprost" riguardo ad argomenti liberal-economici e sugli argomenti politici del giorno. Nella prima metà del 2005, fu al Centro Internazionale per Studiosi "Woodrow Wilson" a Washington, D.C., per implementare un progetto di ricerca: "Lo status della nuova Polonia nello spazio dell'Europa orientale".
Alle elezioni parlamentari del 2007, Miller si associò con il partito populista ed euroscettico Autodifesa della Repubblica Polacca, quando accettò di entrare nella loro lista elettorale.